# Верденберг (Санкт-Галлен)
Верденберг (нем. Werdenberg) — населённый пункт в кантоне Санкт-Галлен в Восточной Швейцарии, наделённый в прошлом городским правом. Городок Верденберг входит в состав коммуны Грабс и расположен в полукилометре западнее города Букса. Верденберг — один из самых известных в Швейцарии примеров средневекового поселения городского типа с домами, построенными из дерева.

## История
| 15 г. до н. э.  | Римляне захватывают Рейнскую долину. На возможность существования римского поселения в этих местах указывает название выгона Лимс (нем. Lims, лат. Limes = граница), расположенного севернее Верденберга. |
| нач. III в.     | Алеманны отвоевывают эти места у римлян. Название Верденберг происходит от алеманнского слова верд (Werd)- остров или возвышенность посреди трясины. |
| 454 г.          | После падения Рима провинция Реция переходит во власть готов. |
| 537 г.          | Реция включена в состав королевства франков. |
| ок. 612 г.      | Святой Галлус во время своего бегства из Штайнахской долины останавливается в Грабсе (Quadravedes, Grabdis), в христианской общине, возникшей ещё во времена римского правления и сумевшей уцелеть во времена алеманизации. |
| XII в.          | Большая часть Рейнской долины между Боденским озером и Заргансом принадлежит графам фон Брегенц. |
| ок. 1155 г.     | Елизавета, дочь последнего графа Рудольфа фон Брегенц, выходит замуж за пфальцграфа Хуго фон Тюбинген. |
| ок. 1200 г.     | Граф Хуго I (род. ок. 1160 г., † до 1237 г.), младший сын Елизаветы, прозванный «основателем», получает от матери в наследство земли в Рейнской долине. Он строит замок Шаттенбург (нем. Schattenburg) и закладывает у его подножия город Фельдкирх (Австрия). Граф именует себя с тех пор «comes montis fortis», граф фон Монфор. |
| ок. 1230/40 гг. | Братья Рудольф I и Хуго II, сыновья Хуго I, делят отцовское наследство. Рудольфу достаются владения на левом берегу Рейна. Возможное время начала строительства замка Верденберг. |
| 1258 г.         | После смерти Рудольфа I и его младшего брата Хуго владения Монфоров были разделены. Сыновьям Рудольфа, младшему Хуго I († 1280 г) и старшему Хартманну I († 1264/70 г.) отошли южная часть Нижней Реции от Валензее до Арльберга и левый берег Рейна вплоть до границы с владением Сакс. Хартман первым в своем роду называет себя «comes de Werdenberch». Братья закрепляют свои владения основанием городов Блуденца (до 1269 г.), Зарганса (до 1271 г.) и Верденберга. |
| 1289 г.         | Верденберг впервые упоминается в документах как городок при замке с правом рыночной торговли. |
| XIV в.          | Графы Верденберг-Хайлигенберг в результате наследования и войн получают большую власть в районе Бодензее и Рейнской долины. В конце столетия династия распадается. |
| 1404 г.         | Во время Аппенцельских войн Верденберг попадает под власть австрийских правителей Габсбургов и графов фон Монтфорт-Теттнанг. |
| 1428 г.         | Хьюго V, последний из графского рода Верденберг, умирает вдали от родового поместья, не оставив наследников. |
| 1478 г.         | Граждане Верденберга впервые выступают как община и вскорости строят ратушу. |
| 1483 г.         | Умирает граф Вильгельм фон Монтфорт-Теттанг. Его графство достаётся в наследство графу Иоганну Петеру фон Закс-Мизокс († 1540 г.) |
| 1485 г.         | Граф Иоганн Петер продает владения Верденберг с замком конфедеративной земле Люцерн. |
| 1493 г.         | Люцерн продаёт удалённое владение баронам Георгу и Матису фон Кастельварт из Южного Тироля. Город Верденберг остаётся под контролем конфедерации. |
| 1498 г.         | Во времена Швабской войны Матис фон Кастельварт встаёт на сторону Австрии и продаёт владение Верденберг баронам фон Хевен. Он погибает в битве у Дорнаха в 1499 г. |
| 1517 г.         | Вольфганг и Георг фон Хевен продают Верденберг вместе с Вартау конфедеративной земле Гларус. С тех пор в замке живут управители из Гларуса, которые сменяются каждые три года. |
| 1525/26 гг.     | Землеуправитель Йост Джуди проводит реформацию. Восстание верденбержцев жестоко подавлено. «Указ о повиновении и раскаянии» ограничивает жителей города в политических правах. |
| 1665 г.         | Верденбергу возвращаются некоторые из политических свобод и позволяется иметь собственный герб (чёрный павлин на белом поле). |
| 1695 г.         | Во время торжественных мероприятий по случаю вступления в должность землеуправителя Иоганна Цвейфеля (нем. Johannes Zweifel) в замке возникает пожар, который уничтожает всё внутреннее убранство. Восстановительные работы продолжаются два года. |
| 1719/21 гг.     | Граждане Верденберга безуспешно борются с властью Гларуса (верденбергская торговля). |
| 1798 г.         | Падение Старой Конфедерации. Владение Верденберг обрело свободу на время, но потом было приписано к гелветскому кантону Линт. |
| 1803 г.         | Во вновь созданном кантоне Санкт-Галлен городок Верденберг входит в состав Грабса. Конфедеративная судебная комиссия признаёт за кантоном Гларус определённые права невластного порядка. |
| 1810 г.         | Замок Верденберг, который по-прежнему принадлежит кантону Гларус, выставляется на торги и переходит в частные руки. |
| 1835 г.         | Доктор Иоганн Ульрих Гилти (нем. Johann Ulrich Hilty), отец известного правоведа доктора Карла Гилти (1833—1909 гг.), покупает запущенный замок. Внутренние покои замка постепенно ремонтируются и пышно обставляются. |
| 1956 г.         | Девица Фрида Гилти дарит кантону Санкт-Галлен замок вместе со всей обстановкой. Замок открывается для доступа публики. |
| 1960 г.         | Создание общества «Pro Werdenberg». Начинается реставрация уникального городка Верденберг. |
| 1977/78 гг.     | Внешняя реставрация замка на средства кантона Санкт-Галлен и Швейцарской Конфедерации. |

## Достопримечательности
- Замок Верденберг

## Известные люди
- Карл Гилти (1833—1909), из Грабса, правовед
- Маркус Фетч[нем.] (1757—1813), из Грабса, верденбергский борец за свободу